# Закон Ньютона — Рихмана
Закон Нью́тона — Ри́хмана — эмпирическая закономерность, выражающая тепловой поток между разными телами через температурный напор.
Теплоотдача — это процесс теплообмена между теплоносителем и твёрдым телом.
Теплопередача — это процесс передачи тепла от одной среды к другой через разделяющую их стенку.
Закон утверждает, что
| Плотность теплового потока (выражается в Вт/м²) на границе тел пропорциональна их разности температур (так называемый температурный напор): {\displaystyle q=\alpha \Delta T.} |

## Коэффициент теплоотдачи
Коэффициент пропорциональности {\displaystyle \alpha } — коэффициент теплоотдачи — плотность теплового потока при перепаде температур на 1 K, измеряется в Вт/(м²·К). В реальности он не всегда постоянен и может даже зависеть от разности температур, делая закон приблизительным. Если рассматривать тепловой поток как вектор, то он направлен перпендикулярно площадке поверхности, через которую протекает.
{\displaystyle \alpha } — количество теплоты, отдаваемое с 1 м² поверхности за единицу времени при единичном температурном напоре. Он зависит:
- от вида теплоносителя и его температуры;
- от температуры напора, вида конвекции и режима течения;
- от состояния поверхности и направления обтекания;
- от геометрии тела.

Поэтому {\displaystyle \alpha } — функция процесса теплоотдачи; величина расчётная, а не табличная; определяется экспериментально.
Эквивалентная запись:
{\displaystyle {\frac {d}{dt}}{\frac {\partial }{\partial S}}Q=\alpha \Delta T.}
Из вышеприведённой дифференциальной формулировки можно вывести интегральную:
| Количество теплоты, отданное через площадку на границе раздела тел площадью {\displaystyle S} за время {\displaystyle t}, пропорционально разности температур этих тел (если считать, что она остаётся за это время постоянной): {\displaystyle Q=\alpha tS\Delta T.} |

Закон Ньютона служит одним из видов граничных условий (синоним — «условия третьего рода»), которые ставятся в задачах теплопроводности. В этом случае он записывается так (учтён также закон Фурье):
{\displaystyle {\frac {\partial T}{\partial t}}=k(T_{\mathrm {out} }-T_{\mathrm {in} }).}
Заметим, что данный закон описывает ситуацию только на границе тела, внутри же температура определяется температуропроводностью тела. Тепловой поток внутри тела определяется по закону Фурье, что позволяет найти распределение, решив уравнение теплопроводности.
Если внутренняя теплопроводность намного больше, чем коэффициент теплоотдачи (иначе: маленькое число Био), то внутри устанавливается почти однородная температура (если на всей поверхности также она одинакова) и тогда можно записать уравнение охлаждения тела в виде:
{\displaystyle {\frac {\partial T}{\partial t}}=k(T_{\mathrm {out} }-T).}
Здесь коэффициент {\displaystyle k={\frac {\alpha S}{C}}}, где {\displaystyle C} — теплоёмкость тела.
Из этого уравнения несложно получить, что температура тела в такой ситуации будет приближаться по экспоненте к температуре окружающей среды {\displaystyle T_{\mathrm {out} }}:
{\displaystyle T(t)=T_{\mathrm {out} }+e^{-kt}(T_{0}-T_{\mathrm {out} }).}